# Museu Marítim de Barcelona
El Museu Marítim de Barcelona es troba emplaçat a l'edifici de les Drassanes Reials de Barcelona, un espai dedicat a la construcció naval entre el segle xiii i el segle xviii, surt documentat amb data de l'any 1243, on s'assenyalen els límits de Barcelona, fent esment d'unes drassanes. Està declarat museu d'interès nacional per la Generalitat de Catalunya.

## Història
La Junta del Patronat de l'Institut Nàutic de la Mediterrània havia impulsat la creació d'un museu marítim juntament amb una biblioteca naval, ja que l'Escola de Nàutica de Barcelona, fundada el 1769, disposava d'una col·lecció de models i d'instruments amb el nom de Museu o Gabinet Naval, que amb la inauguració de la nova seu al Pla de Palau s'instal·laren a la planta baixa. Aquesta col·lecció esdevindria la base del museu que es pretenia crear. Quan les institucions militars van lliurar les Drassanes Reials de Barcelona el 1935, aquesta col·lecció va fer que es destinés l'edifici a aquest museu.

Amb data 23 d'octubre de 1936 i per decret de la Generalitat es va crear el Museu Marítim de Catalunya. Josep Tarradellas, Conseller Primer de la Generalitat, signava el decret :
| «                      | La necessitat d'instal·lar el Museu Marítim de Catalunya en un lloc avinent per conservar-hi, valorats, els exemplars del Museu de l'Institut Nàutic de la Mediterrània i els nombrosos que, en el moment actual, poden aplegar-s'hi, aconsella destinar per a Museu Marítim la part antiga de les Drassanes, indret nobilíssim per l'arquitectura i la tradició marítima de Catalunya que evoca. L'Ajuntament de Barcelona havia decidit destinar a finalitats culturals l'edifici de les antigues Drassanes, bon punt fossin aptes per a alguna instal·lació. Ha arribat ara el moment de fer-hi la instal·lació definitiva del Museu Marítim de Catalunya. | » |
| — Enric García Domingo | |   |

Durant els atacs i bombardejos provocats per la Guerra Civil espanyola, es va decidir d'evacuar les peces més importants i traslladar-les al Mas Figarola de la població de Seva. Aquestes circumstàncies de la guerra i el canvi de règim van impedir que el museu obrís les portes al públic, fins que es va inaugurar el 18 de gener de 1941, ja amb el nom de Museu Marítim de Barcelona.
La constitució del Consorci de les Drassanes Reials i Museu Marítim de Barcelona, va ser un acord entre l'Ajuntament, la Diputació i l'Autoritat Portuària de Barcelona, feta amb data d'1 de febrer de l'any 1993.
Des de l'any 1999 el museu s'ha obert a la ciutat, i lloga part dels espais per la celebració d'actes diversos a altres entitats per exposicions i activitats pedagògiques.
El mes d'octubre de 2009 van començar les obres de restauració de part de les Drassanes Reials, inaugurades el febrer de 2013. Durant aquesta rehabilitació s'ha canviat la teulada, aïllat l'edifici i climatitzat l'espai. Durant les obres s'ha descobert una necròpoli romana.

## Edifici
D'estil gòtic, es van construir en una primera etapa entre els anys 1283/1328 i la segona entre 1328/1390. Amb posterioritat s'hi han fet reformes i ampliacions, però bàsicament s'en va mantenir l'estructura original.
L'entrada es fa per un portal d'arc de mig punt format amb dovelles, sobre el qual hi ha un signe heràldic de la Diputació amb la data d'una reforma del segle xvii, damunt del qual hi ha un escut atribuït a Pere el Cerimoniós.
De planta rectangular, a cada angle tenia una torre, de les quals es conserven dues amb coronació de merlets catalans, alguns trams de muralla i el portal de la Drassana o Santa Madrona. L'interior té una divisió en deu naus gòtiques formades per pilastres rectangulars d'uns sis metres d'altura, de cadascuna surten quatre arcs per a formar el suport del sostre a dues aigües. Les mesures d'algunes de les naus són d'uns 120 metres de longitud i entre 8,40 i 13,5 metres d'amplària, hi ha una nau de 4,82 metres d'amplària. A la part posterior hi ha tres naus anomenades de la Generalitat, situades transversalment a les altres i construïdes cap a l'any 1618.
Per encàrrec de la Diputació de Barcelona, l'arquitecte Adolf Florensa va fer una restauració entre 1957/1966 per l'ús del Museu Marítim.
A partir de l'any 1985, solta la conducat dels arquitectes Esteve i Robert Terrades s'hi fa fer una nova restauració i refomra, i el museu va passar de 4000 m² de l'any 1941 a 10.000 m² dedicats a exposició, 1500 m² a serveis i 2.200 m² a jardins.

## Sales de Jaume I, Roger de Llúria i Lluís de Requesens

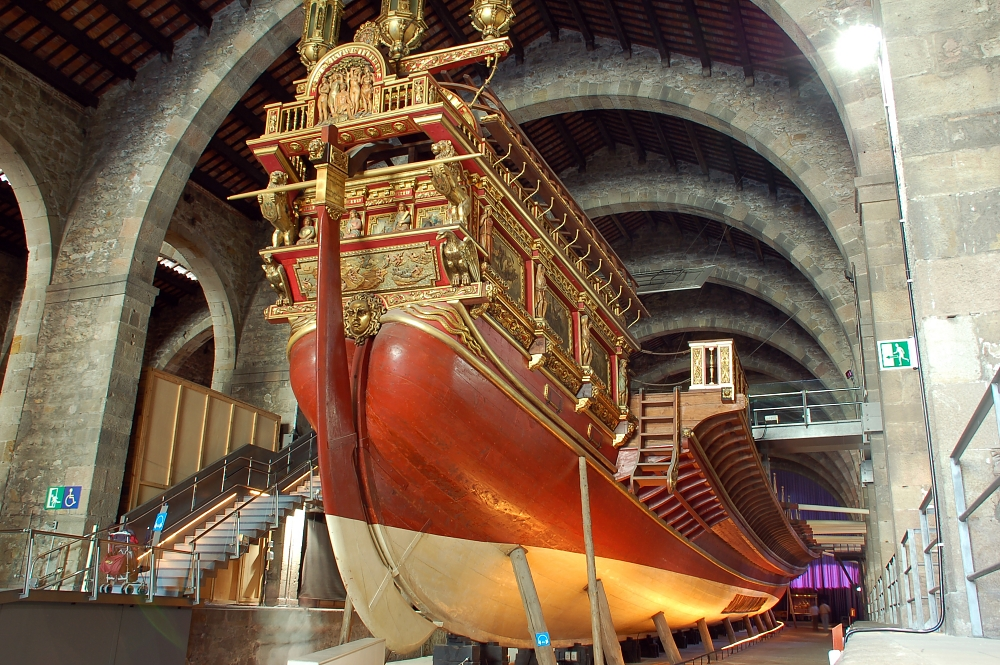
Reproducció de la Galera Reial de Joan d'Àustria al Museu Marítim de Barcelona

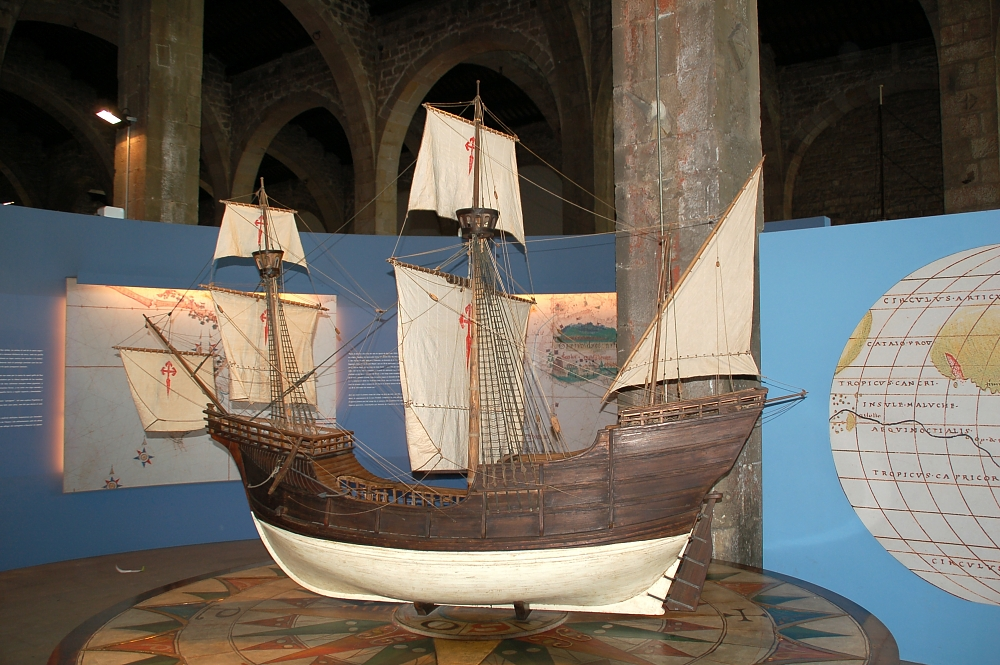
Reproducció a escala 1:20, de La Santa María, nao capitana de Cristòfor Colom al Museu Marítim de Barcelona

A l'entrar són les primeres naus i s'hi mostren els fons arqueològics des de principis de l'era cristiana, com àmfores romanes, ceps d'àncores i moles, així com armes i peces d'artilleria, com la dita La Pantera amb les armes i el nom de Francesc III gravats i fosa al Ducat de Mòdena l'any 1751.
A la sala Roger de Llúria s'exposa la rèplica a mida natural, de la qual també es va construir en aquestes drassanes l'any 1571, la galera reial de Joan d'Àustria, vaixell insígnia a la batalla de Lepant. La reconstrucció de la rèplica es va començar l'any 1965, i va ser acabada per al IV Centenari de Lepant commemorat el 7 d'octubre de 1971. Mesura 60 metres d'eslora, 6,2 metres de mànega i 30 rems a banda i banda de l'embarcació.
A la sortida de la sala de Jaume I, es passa a l'edifici del segle xiv i a la part alta de l'escala principal entre diversos objectes de decoració hi ha la col·lecció dels mascarons de proa, entre d'altres: 
- El Ninot del segle xix, representant un noi amb la gorra de visera a la mà, pròpia del marí.
- El Negre de la Riba, molt popular perquè havia estat, després del desballestament del veler al qual pertanyia, a l'entrada d'un magatzem d'efectes navals al Moll de la Riba.
- La Blanca Aurora, és una talla policromada de la proa de la corbeta Blanca Aurora, construïda l'any 1848 a Lloret de Mar. És el retrat de Maria Parés filla del capità i armador Silvestre Parés.

## Sala Capmany
La sala Capmany va ser nomenada així en honor de l'historiador, filòleg i militar Antoni Capmany i de Montpalau (Barcelona 1742-Cadis 1813). Formada per tres grans naus, resultat d'una ampliació del segle xvii, està destinada a la navegació a vela, amb models de totes classes i abundant documentació marítima. Destaca un model del segle xviii d'un navili de dos ponts i cinquanta canons. De les Escoles de Nàutica catalanes del segle xviii es representen els velers més característics, com el de la fragata Barcelona. En aquesta sala es mostren excel·lents aquarel·les i olis de velers i retrats d'armadors, realitzats per Josep Pineda Guerra, Evans, Mongay, Soler Rovirosa, etc.

## Sala de Pere el Cerimoniós

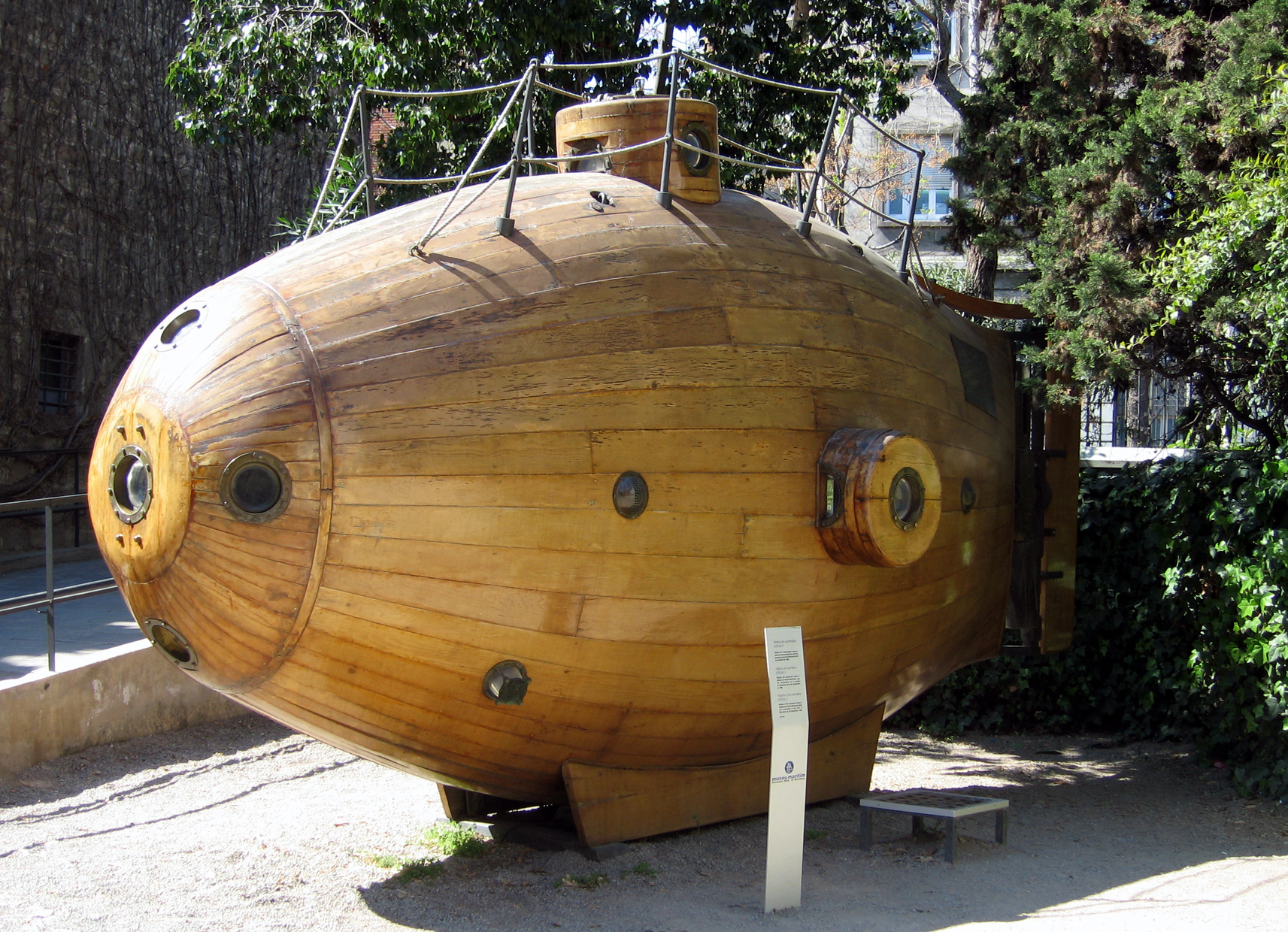
Rèplica de lIctíneo I davant del Museu Marítim de Barcelona

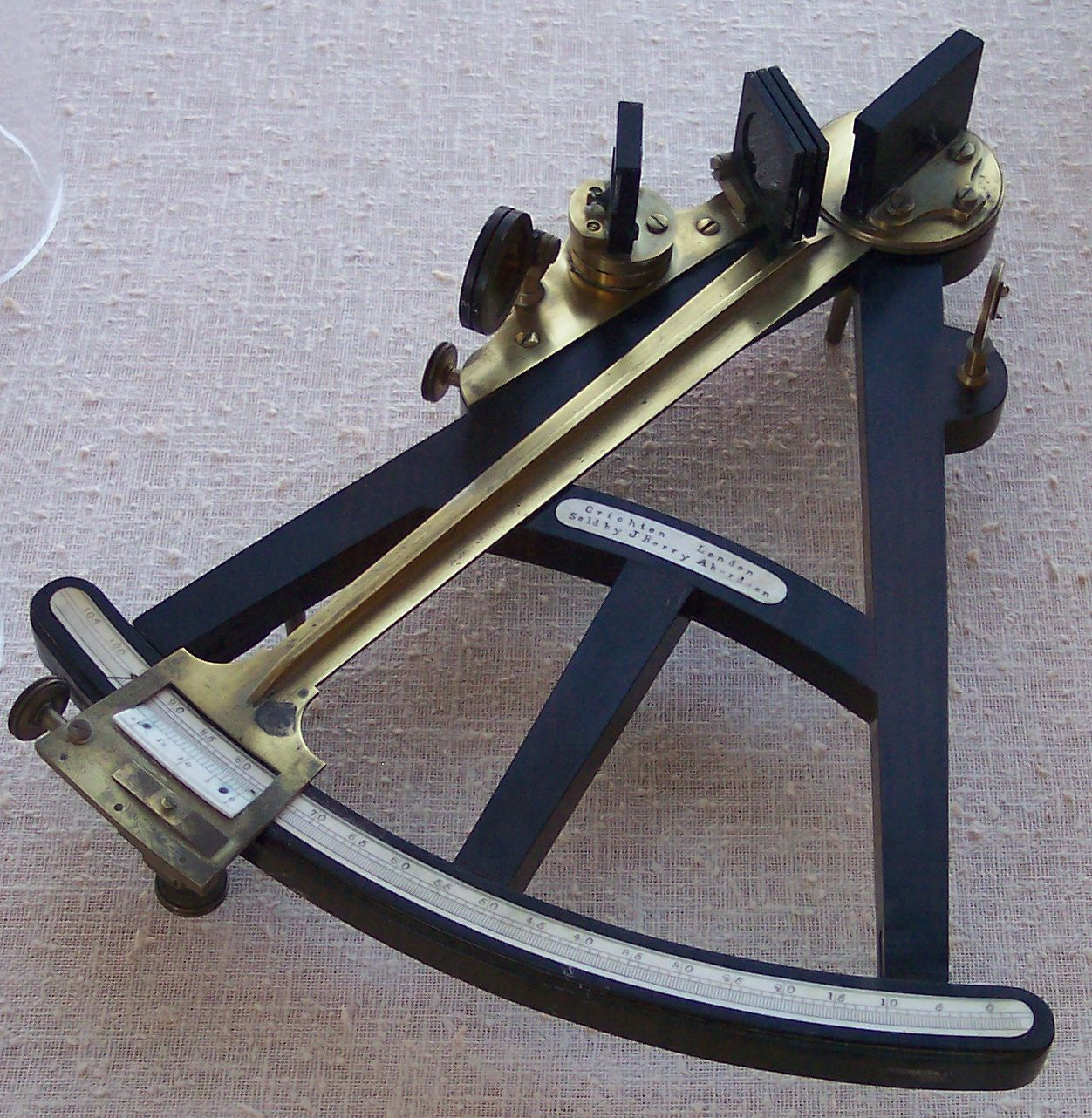
Octant de banús i ivori, com un dels dipositats al Museu pertanyent a l'Estudi de Pilots.

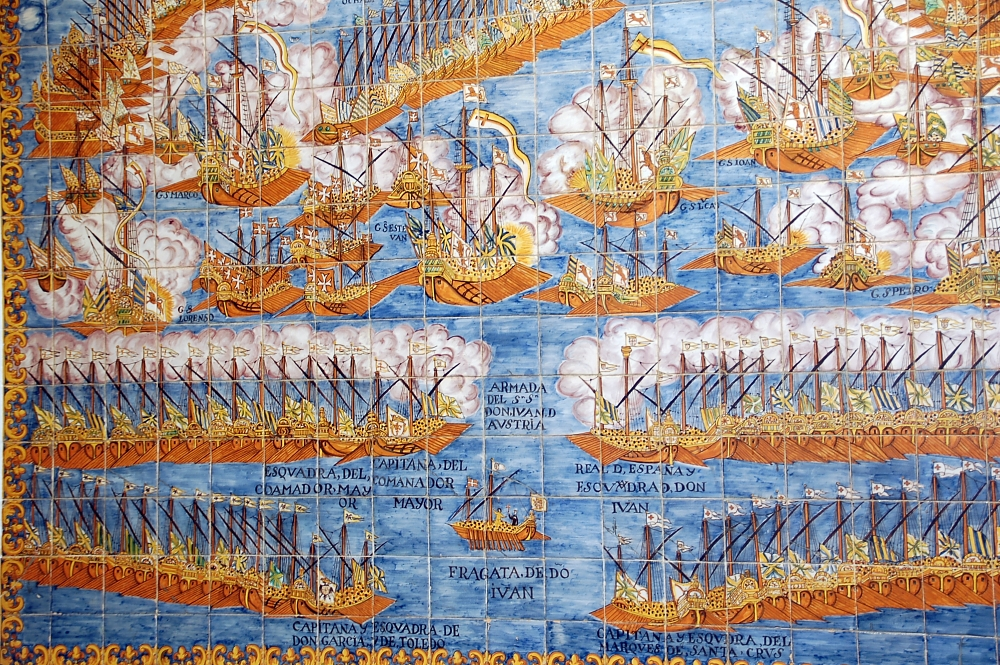
Plafó de rajoles, representat la batalla de Lepant situat a l'església del Roser de Valls, del, reproducció de l'original pel ceramista Guivernau al Museu Marítim de Barcelona

La sala de Pere el Cerimoniós conté una escultura en pedra de Pere el Cerimoniós esculpida per Enric Monjo l'any 1955. Està dedicada a la col·lecció de models des de l'origen fins a l'època dels velers per a la navegació de més altura, com una col·lecció d'embarcacions Filipines i naus d'altura de l'època del faraó Sahure (cap a 2600 a.JC).
A les vitrines s'exposen models de vidre i figures de plom amb uniformes de la Marina, fermalls i penjolls amb temes marins i vaixells en ampolla. Hi ha una part dedicada a Narcís Monturiol amb models dels seus Ictíneos, plans i records, així com un retrat realitzat per l'escultor Frederic Marès i un retrat del pintor Ramon Martí Alsina. També s'hi mostren documentació i records d'Isaac Peral.
Col·leccions de ceràmica catalana, valenciana, anglesa i holandesa amb motius marítims i vitrines amb instrumental marí com octants i sextants, sonars mecànics, baròmetres, compàs o agulles nàutiques, ballestes i astrolabis nàutics.

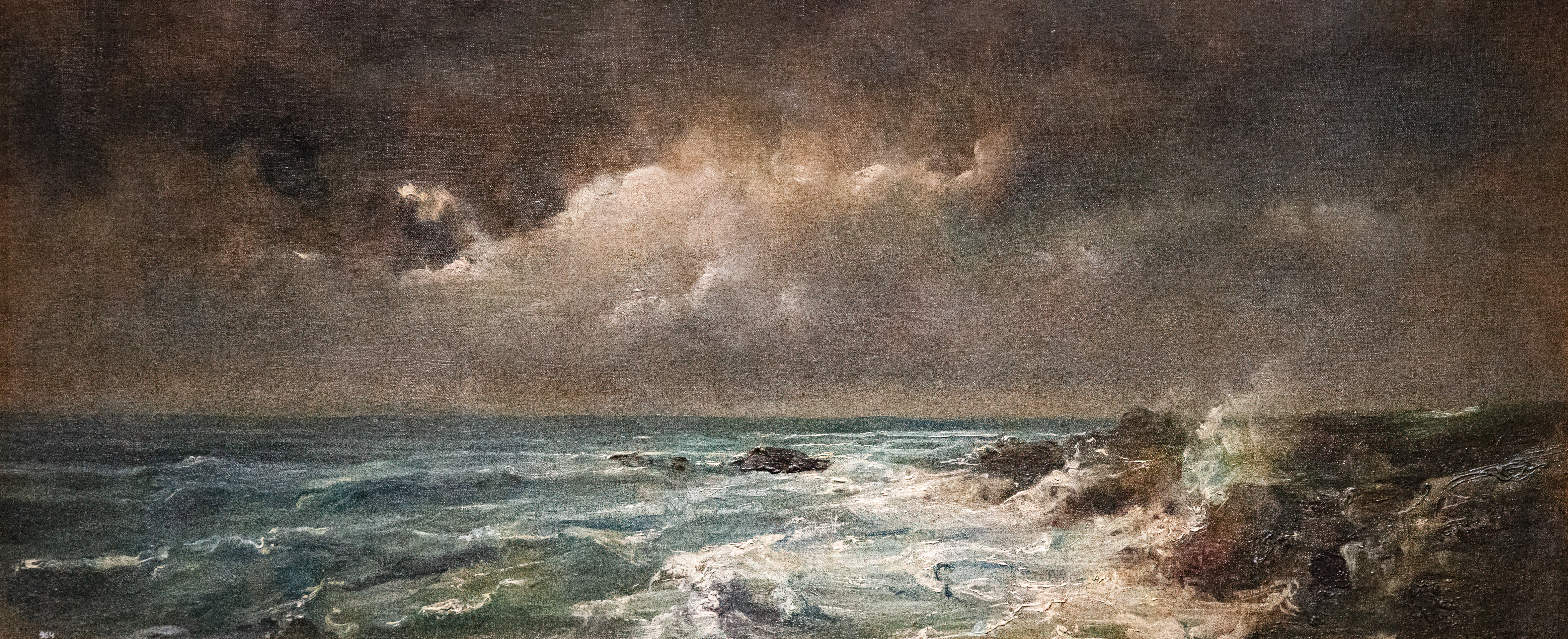
Marina - Ramon Martí Alsina

## Sala Ramon Llull
Les exposicions de la sala Ramon Llull són referides principalment a la cartografia nàutica i a instruments nàutic-astronòmics. Té magnífics portalans dels segles xv, xvi i xvii, el més antic és el de Gabriel de Vallseca (Mallorca, 1439), pergamí datat, que va pertànyer a Amerigo Vespucci, segons consta al dors a una nota que diu que l'havia pagat vuitanta ducats d'or de marc. Hi ha altres cartes d'en Francesc Oliva, amb una obra realitzada a Marsella de l'any 1658 i un Atlas Nàutic dissenyat a Messina el 1592 per Joan Oliva.

## Sala d'Art popular
Es mostra en aquesta sala peces populars de pintures i principalment exvots d'antics santuaris mariners de tot el litoral català, tractats amb gran encant i poder expressiu.

## Sala Marquès de Comillas
La sala Marquès de Comillas deu el nom al fundador de la Companyia Transatlàntica Espanyola Antonio López y López, Marquès de Comillas. S'hi il·lustra l'època de la propulsió mecànica a partir del vapor de rodes. Conté nombrosos models de vaixells d'empreses navilieres com de vaixells de guerra.
De l'escenògraf Josep Mestres Cabanes hi ha dos diorames, un representa la Marina Mercant al port de Cadis i l'altre la Marina de Guerra amb una divisió de l'Armada Espanyola per les costes de Cartagena.

## Peces cedides pel Museu d'Arenys
Per motius de manca d'espai, la dècada del 1960 el Museu d'Arenys de Mar, representat pel seu director Josep Maria Pons i Guri, va deixar en dipòsit al Museu Marítim en la persona del seu director José María Martínez-Hidalgo, algunes peces pertanyents a l'Estudi de Pilots d'Arenys de Mar. Les més importants són 
- Maqueta de vaixell de grans dimensions on els guardiamarines estudiaven les maniobres d'una forma pràctica.
- Quadrant de Davis
- Cercle de reflexió de Mendoça

## Embarcacions tradicionals i històriques
El Museu Marítim de Barcelona ha recuperat i protegit diverses embarcacions tradicionals i històriques:
- Santa Eulàlia, pailebot del 1919.
- Pòl·lux, bot de pràctics del 1985.
- Drac, veler de regates del 1966.
- Lola, llagut de fusta amb aparell llatí i rems del 1906
- Patatum, barca de fusta amb motor del 1931.

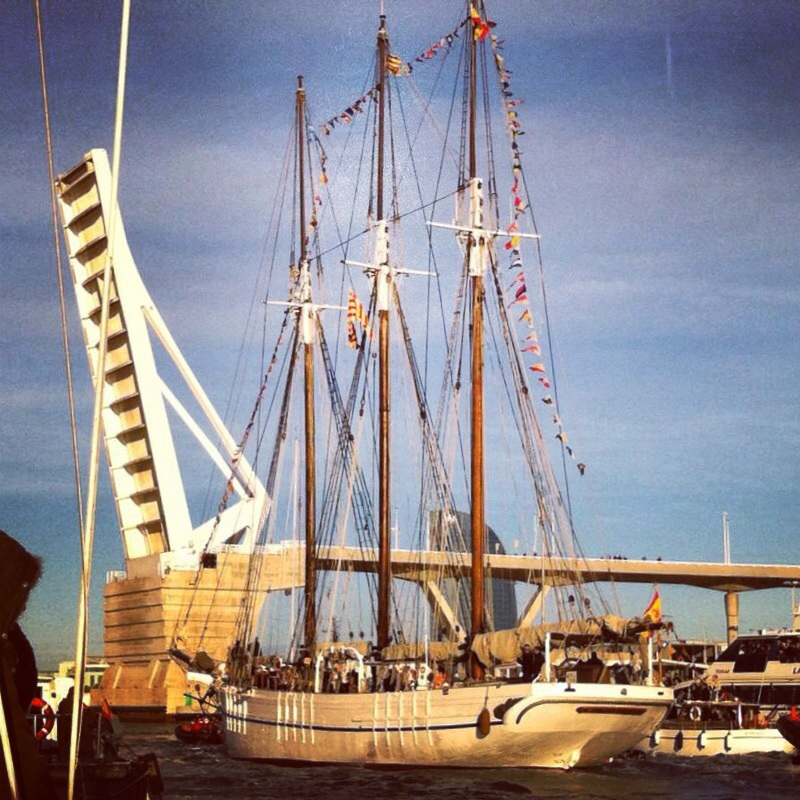
Pailebot Santa Eulàlia, entrant al Port de Barcelona el 5 de gener de 2014, restaurat pel Museu Marítim de Barcelona i declarat Bé Cultural d'Interès Nacional per la Generalitat de Catalunya